# ニッキー・ミナージュ
ニッキー・ミナージュ（Nicki Minaj）ことオニーカ・タニア・マラージ＝ペティ（Onika Tanya Maraj-Petty、1982年12月8日 - ）は、トリニダード・トバゴ生まれラッパーおよびシンガーソングライター。
2025年にビルボードによって「これまでで最高の女性ラッパー」に選ばれるなど、世界的に有名な女性ラッパーの一人。

## 略歴
2009年8月にリパブリック・レコードのヤング・マネー・エンターテインメントと契約。初期の経歴で、3つのミックステープ『Playtime Is Over』『Sucka Free』『Beam Me Up Scotty』を発売。ミックステープ発売後、アメリカのラッパー仲間リル・ウェインに見出され、ヤング・マネー・エンターテインメントと契約。
契約後、デビュー・アルバムの制作を開始し、『ピンク・フライデー』として2010年に発売、Billboard 200で初登場2位を記録。米国でプラチナ認定を受けた。Billboard Hot 100で、自身が参加した7曲が同時にチャート入りするという記録を打ち立てた。2枚目のシングル「ユア・ラヴ」はBillboardホット・ラップ・ソングチャートで首位を獲得。これにより、2002年以降で単独でチャート首位を獲得した初の女性ラッパーとなった。デビュー・アルバム『ピンク・フライデー』発売後、MTVが発表する「今年のホットなMCリスト」に6位となり、女性アーティストとして初めて選出された。

## 生い立ち
1982年、トリニダード・トバゴのセントジェームスでオニーカ・タニア・マラージとして生まれた。弟と兄がいる。両親はインド系とアフリカ系である。両親がニューヨーク市クイーンズで住居を探す間、ミナージュは祖母とセントジェームスで暮らしており、母親は時折セントジェームスの家を訪れた。ミナージュが5歳の時にクイーンズに移り住む。
ミナージュの話によると彼女の父親は酒や薬物を飲んでは暴れて、過去に自宅に火をつけてミナージュの母を殺そうとしたことがあった。エリザベス・ブラックウェル中学校210に通いクラリネットを演奏し、ラガーディア高校卒業。ラガーディア高校は音楽や公演美術などを学べる学校で、ミナージュは演劇を専攻している。かつてブロンクスのレッドロブスターに勤めていた。
ミナージュの父親は2021年2月12日にニューヨーク州内にてひき逃げ事故に遭い、病院に搬送されたが翌13日に死亡。後日、犯人は逮捕された。

## 音楽活動

### 2004年 - 2009年：初期のキャリアとミックステープ
ミナージュが制作したミックステープの幾つかが音楽雑誌『XXL』で取り上げられた。2008年にアンダーグラウンド・ミュージック・アワードで女性アーティスト・オブ・ザ・イヤー賞を受賞し、2009年4月にミックステープ『Beam Me Up Scotty』を発表した。

### 2009年 - 現在：コラボレーションと『ピンク・フライデー』
2010年4月13日、最初のシングル「マッシブ・アタック」を発表した。アレックス・ダ・キッドと共に制作されたこのシングルはショーン・ギャレットをフィーチャリングしている。シングルのミュージック・ビデオはハイプ・ウィリアムスが監督を務め、同年3月26日にカリフォルニア州ランカスター近くの砂漠で撮影が行われた。ギャレットが主演し、モデルのアンバー・ローズがカメオ出演したビデオはBET's & パーク上で初公開された。シングルはアメリカのバブリング・ホット100で最高22位、ホットR&B/ヒップホップソングチャートで65位を記録したが決して成功したとは言えなかったものの、曲自体は流行った。このシングルはミナージュのデビュー・アルバムには収録されていない。

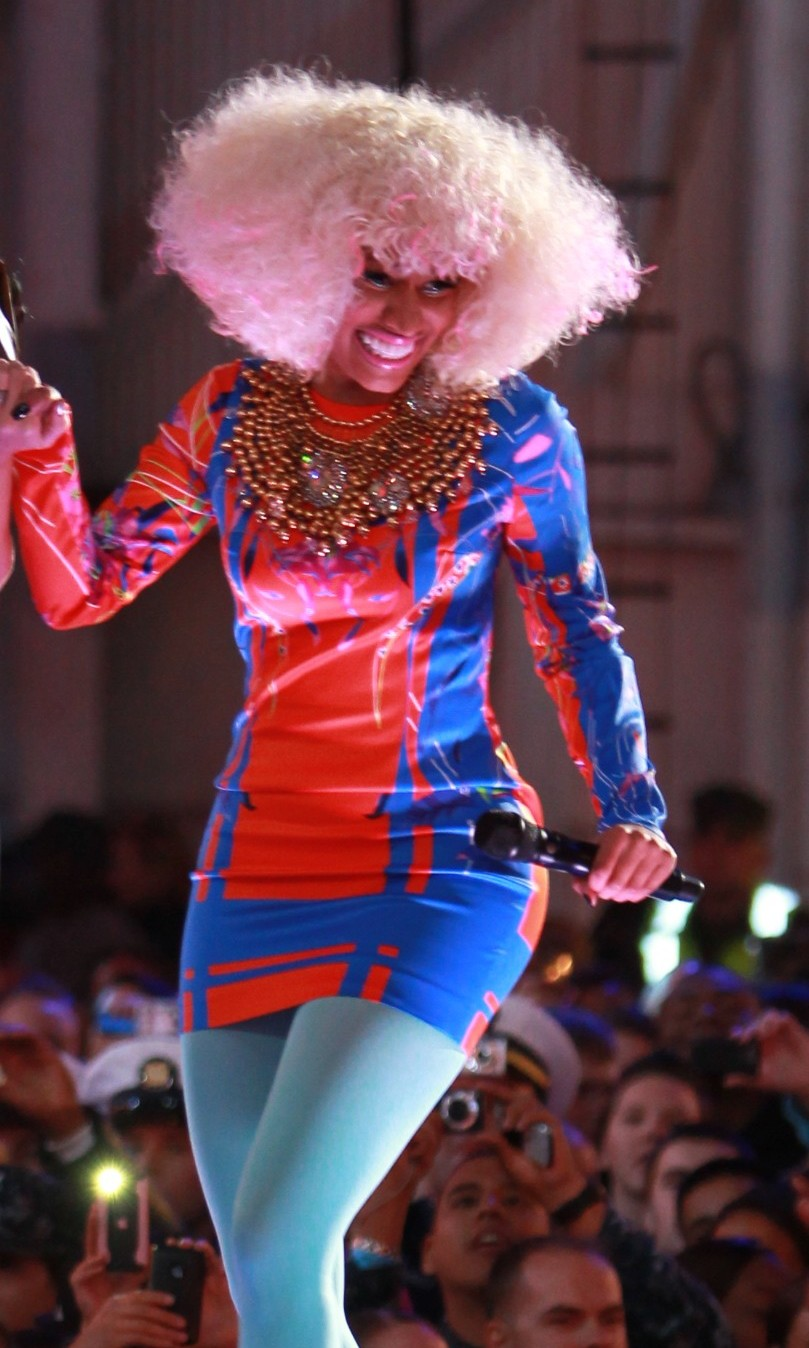
（2010年）

次にデビュー・アルバムからの最初のシングルとして「ユア・ラブ」を発表した。ミックステープ『バービー・ワールド』のバージョンが漏らされ、それがラジオで多くのエアプレーがされた後の発売だった。シングルはBillboard Hot 100で最高14位、ホットR&B/ヒップホップチャートで7位、ラップソングチャートで1位を獲得するなど、彼女のこれまでで最も成功したシングルとなる。また、2002年以来、ソロでチャートの1位を獲得した女性ラッパーになった。リル・Xが監督を務めたシングルのミュージックビデオは7月4日に撮影され、7月21日に初公開された。
デビュー・アルバムからの2枚目のシングル「ライト・スルー・ミー」はアルバム発売日近くに発表される。ミナージュは自身のTwitterでデビュー・アルバム『ピンク・フライデー』が2010年11月23日に発売されると発表した。
2010年10月、Billboard Hot 100に「ライト・スルー・ミー」「ユア・ラブ」「チェック・イット・アウト」を含む7曲が同時にチャート入りし、同チャートの同時チャートイン最多記録を打ち立てた。
2011年、リリースしたシングル「Super Bass」がBillboard Hot 100で3位を記録。
2012年にはマドンナのアルバム『MDNA』に参加、シングルとして「ギヴ・ミー・オール・ユア・ラヴィン」が発売された。2015年にも「ビッチ・アイム・マドンナ」に参加した。
2019年6月、シングル「メガトロン」を発表。続いて5枚目となる新作アルバムを制作することが伝えられていたが、9月5日に家庭に専念するとして引退を宣言する。その際にファンに対して「私が死ぬまで応援し続けてほしい」、「皆を一生愛している」と呼び掛けたが、翌日には「唐突すぎた」と引退宣言を撤回した。
2020年5月、ドージャ・キャットの楽曲「セイ・ソー」のリミックス・バージョンで客演として迎えられ、Billboard Hot 100で初の1位を獲得した。同年6月には6ix9ineとのコラボレーション楽曲「トロールズ」をリリースし、Billboard Hot 100で初登場1位を獲得した。
2024年、大麻所持で現行犯逮捕、逮捕されたのはオランダを発とうとしていたタイミングであり、この影響でイギリス公演が中止になった。

## 音楽性とイメージ

### イメージ

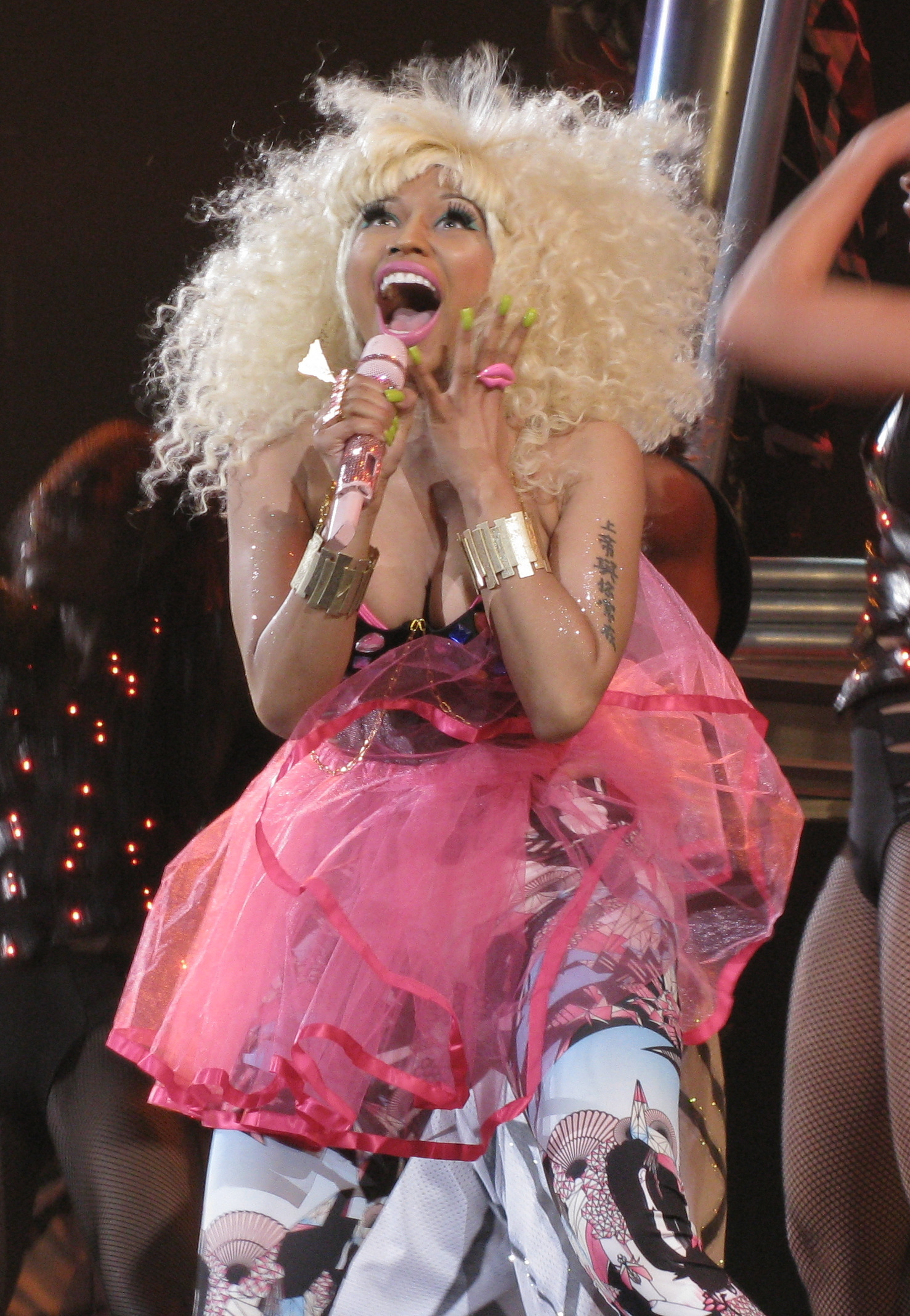
（2011年）

雑誌『バイブ』でのインタビューで、自身の性的なイメージについて「私は成長していく中で、女性があることをしているのを見たの。そして、私も同じことをしなければならないと思った。私の時代の女性ラッパーはよくセックスについて歌っていたの。彼女たちがそれで成功したから、私も同じことを歌わなきゃいけないと思っていた。でも実際、私はそんなことしなくてもよかったの」と語った。雑誌『インタビュー』とのインタビューで、再び自分の性的なイメージについて語り、「私は性的魅力を意識的に弱くすることで、みんな、特に若い女の子たちに、人生ではセックスアピールがすべてじゃないって知ってもらいたいの。他にも何かがなくてはいけないのよ」と述べた。
奇抜な衣装や髪型が持ち味だが、その装いがしばしばレディー・ガガに似ていると指摘されることがある。しかし本人はあくまで否定している。ABCテレビの「Nightline」のインタビュー内で、レディー・ガガと比較されることについて「もうくたびれる。私はラッパーだし、クィーンズ出身。ガガは素晴らしいアーティストだが、路線が一致することはない」と述べている。

### 豊満なヒップ
豊満なヒップに定評があり、2015年頃の記事では「空前の巨尻ブームの火付け役」と紹介された。

### 分身
ミナージュはいつも両親のトラブルや闘争に巻き込まれることが多く、そういった実生活の問題から逃れる為に自分とは違うキャラクターを作って新しい生活を送ろうとした。雑誌『ニューヨーク』とのインタビューにおいて、「親の問題から逃れるために、私は新しい自分を想像するの。“クッキー”というのが、最初のアイディアだった。次に“原宿バービー”、そして“ニッキー・ミナージュ”という順にキャラクターを作った。ファンタジーは私の現実だった。私はそんな感じのうっとうしい少女だった」と述べた。
彼女はデビュー・アルバムのために「ローマン・ゾランスキ」という新たな分身を作った。トレイ・ソングスの「ボトムズ・アップ」の様な曲でラップを歌っているのはローマンで、ローマンは「双子の姉妹」であると主張した。ローマンはエミネムの分身「スリム・シェイディ」と比較された。デビュー・アルバム『ピンク・フライデー』に収録されている「ロマンズ・リヴェンジ」で、2人はそれぞれの分身を利用して共同で楽曲を制作した。ローマンには「マーサ・ゾランスキ」という「母」がおり、同アルバムからの曲「モーメント4ライフ」のミュージックビデオで、デビューを果たした。「オール・アイ・ドゥ・イズ・ウィン (リミックス)」の様な曲で歌っているのはニッキーであると述べている。ミナージュはデビュー・アルバムと当時に彼女のファンがニッキー、ローマン、オニカと「会う」ことになるだろうと語った。
2010年11月18日に、ニューヨーク市のガーデン・オブ・ドリーム・ファンデーションを訪問した際は、「ファンのための治療者」として「ニッキー・テレサ」という分身を装った。同年12月16日放送回のトーク番組『ロペス・トゥナイト』に出演した際に、スペインでの出来事に感化されて作った「ローザ（綴りは"Rrrrrosa"）」という分身を紹介した。

### 影響
自身の音楽性に大きな影響を与えた人物としてリル・ウェイン、ローリン・ヒル、ジェイダキス、ナターシャ・ベディングフィールド、フォクシー・ブラウン、リル・キム、モニカの名前を挙げている。

## 私生活

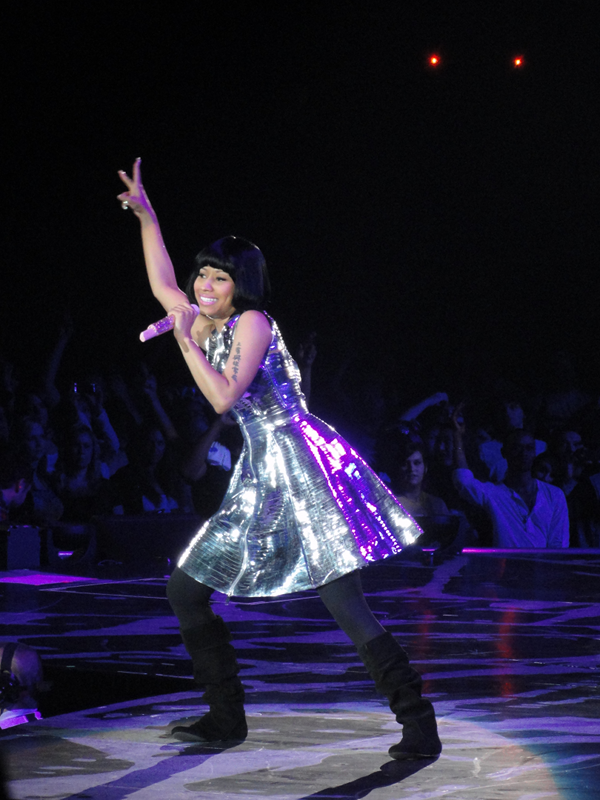
（2011年）

ミナージュの歌とインタビューには自身が両性愛者であるという含意があると批評された。ミナージュは自分は女性と交際しないし、性交渉もしないと述べた。しかし同性愛専門誌『アウト』のインタビューで「私は男性ともデートしない」と答えている。雑誌『バイブ』のインタビューでは「私はすべての人の生き方を認めているの。誰も悪人だとは言わない。それと、私は女の子たちは美しくて、セクシーだと思う。それを彼女らは言われないといけない。もしそう言う人が誰もいないのなら、私が伝えるつもりよ。みんなは私をこうだと決めつけたがるけど、私はそれがいやなの」と語った。『アウト』のインタビューでも決めつけられることへの嫌悪を繰り返し語り、「重要なのは、誰もが白や黒ではないということ。その間にはとてもたくさんの色があるわ。貴方は彼らがいつそれを言いたいのか、言うことを望んでいるのか、言うのに適した環境であるかを感じなきゃいけない」と述べた。
雑誌『ディテイルズ』2010年5月号のインタビューにおいて、「ヒップホップが同性愛者によりフレンドリーになっていると感じるか」と尋ねられた際に「私は世界がよりゲイ・フレンドリーになってきていると思う。ヒップホップもそうだと思う。しかし、好意的に受け入れられたオープンな同性愛者の男性ラッパーを想像するのは難しいわ。人々は男性の同性愛者には先進性がないって言う。でも私の生きている間には、そういった人が現れると思うわ」と答えた。
ラガーディア高校在学中の18歳当時、1歳年上の先輩と付き合っていた時に妊娠したが、当時の状況でやむなく中絶した。ミナージュはこの時のことを「人生で最も辛いことだった」と語っている。
2015年4月16日に同じくラッパーのミーク・ミルと婚約をした。
2016年、精神疾患を抱える女性を執拗にからかう自身の姿を収めた動画をSNSに投稿し炎上、「これががん患者でも同じことをするのか？精神病も病気の1種だ」と強い非難を浴びた。
左腕に「上帝與你常在」と中国語（繁体字）のタトゥーを彫っている。意味は「God is always with you」（神はいつでもあなたのそばに）。

## ディスコグラフィ

### スタジオ・アルバム
- 『ピンク・フライデー』 - Pink Friday (2010年)
- 『ロマン・リローデッド』 - Pink Friday: Roman Reloaded (2012年) ※のちに『ロマン・リローデッド ザ・リアップ』として再発
- 『ザ・ピンクプリント』 - The Pinkprint (2014年)
- 『クイーン』 - Queen (2018年)
- Pink Friday 2 (2023年)

## フィルモグラフィ
- 『アイス・エイジ4/パイレーツ大冒険』 - Ice Age: Continental Drift (2012年)
- 『ダメ男に復讐する方法』 - The Other Woman (2014年)
- 『バーバーショップ3 リニューアル!』 - Barbershop: The Next Cut (2016年)
- 『アングリーバード2』 - The Angry Birds Movie 2 (2019年)

## 受賞とノミネート
- 2008年 アンダーグラウンド・ミュージック・アワード
  - 女性アーティスト・オブ・ザ・イヤー(受賞)[20]

- 2010年 BETアワード[58]
  - 優秀女性ヒップホップアーティスト(受賞)
  - 優秀新人賞(受賞)
  - 優秀グループ(ヤング・マネー) - (受賞)
  - 優秀新人賞(ヤング・マネー) - (ノミネート)
  - 視聴者賞：『ベッドロック』(ヤング・マネー feat. ロイド) (ノミネート)

- 2010年 ティーン・チョイス・アワード[59]
  - ブレイクアーティスト - 女性(ノミネート)

- 2010年 MTV Video Music Awards[要出典]
  - 優秀新人賞: 『マッシブ・アタック』(feat. ショーン・ギャレット) (ノミネート)

- 2010年 BETヒップホップ・アワード
  - 新人賞(受賞)
  - ファッション賞(受賞)
  - 視聴者賞(受賞)
  - 年間ハスラー賞(ノミネート
  - 年間作詞賞(ノミネート)

- 2010年 MOBOアワード
  - 優秀国際アクト(ノミネート) [60]

- 2012年 グラミー賞
  - 最優秀新人賞(ノミネート)

- 2015年 MTV Video Music Awards
  - 最優秀ヒップホップ・ビデオ賞 - 「アナコンダ」[61]

- 2015年 MTVヨーロッパ・ミュージック・アワード
  - 最優秀ヒップホップ賞[62]

## ツアー
- Pink Friday Tour (2011年–2012年)
- Pink Friday: Reloaded Tour (2012年)
- The Pinkprint Tour (2015年–2016年)
- Pink Friday 2 World Tour (2024年)